# Патрісіо Родрігес
Патрісіо Родрігес (ісп. Patricio Rodríguez; 20 грудня 1938 — 23 червня 2020) — колишній чилійський тенісист.
Здобув 23 одиночні та 2 парні титули.
Найвищим досягненням на турнірах Великого шолома було 3 коло в одиночному розряді.
Завершив кар'єру 1979 року.

## Career титули

### Титули в одиночному розряді (23)
| Результат | Ранг | Дата     | Турнір                               | Місце                    | Покриття | Суперник          | Рахунок                 |
| --------- | ---- | -------- | ------------------------------------ | ------------------------ | -------- | ----------------- | ----------------------- |
| Перемога  | 1.   | Сер 1959 | Bad Neuenahr Open                    | Бад-Ноєнар-Арвайлер      | Ґрунт    | Ернст Бухгольц    | 6–2, 7–5, 6–3           |
| Перемога  | 2.   | Лип 1960 | Bremen Clay Courts                   | Бремен                   | Ґрунт    | Вільям Альварес   | 6–3, 6–0, 6–3           |
| Перемога  | 3.   | Лип 1961 | Bad Reichenhall Clay Courts          | Бад-Райхенгалль          | Ґрунт    | Alan E.G. Bailey  | 6–2, 4–6, 2–6, 6–1, 6–0 |
| Перемога  | 4.   | Чер 1961 | Worcestershire Championships         | Malvern                  | Трава    | Ісаяс Піментель   | 6–2, 7–5, 6–3           |
| Перемога  | 5.   | Чер 1961 | Ulster Grass Court Championships     | Белфаст                  | Трава    | Пітер Джексон     | 6–3, 5–7, 6–3           |
| Перемога  | 6.   | Сер 1961 | Bagneres de Bigorre Турнір           | Баньєр-де-Бігорр         | Ґрунт    | Бернар Бутбуль    | 4–6, 2–6, 6–2, 6–3, 6–0 |
| Перемога  | 7.   | Сер 1961 | USSR International Championships     | Москва                   | Ґрунт    | Лейус Тоомас      | 0–6, 5–7, 6–3, 6–4, 6–4 |
| Перемога  | 8.   | Сер 1963 | Bavarian International Championships | Мюнхен                   | Ґрунт    | Нікола Пилич      | 1-6, 4-6, 7-5, 9-7, 6-2 |
| Перемога  | 9.   | Лип 1965 | Gstaad International                 | Гштаад                   | Ґрунт    | Томас Кош         | 2–6, 6–3, 6–2, 6–2      |
| Перемога  | 23.  | Сер 1970 | Pörtschach Championships             | Pörtschach am Wörthersee | Ґрунт    | Хайме Пінто Браво | 6–3, 3–6, 6–1           |

### Парний розряд титули (2)
| Результат | Ранг | Дата     | Турнір             | Покриття | Партнер          | Суперники                       | Рахунок                  |
| --------- | ---- | -------- | ------------------ | -------- | ---------------- | ------------------------------- | ------------------------ |
| Перемога  | 1.   | Чер 1968 | Барселона, Іспанія | Ґрунт    | Карлус Фернандіс | Томас Кош Жозе Едісон Мандаріно | 6–2, 3–6, 3–6, 6–1, 6–4  |
| Перемога  | 2.   | Жов 1969 | Барселона, Іспанія | Ґрунт    | Мануель Орантес  | Террі Еддісон Рей Келді         | 8–10, 6–3, 6–1, 5–7, 6–2 |